# Échec cinématographique
 (août 2014).
Si vous disposez d'ouvrages ou d'articles de référence ou si vous connaissez des sites web de qualité traitant du thème abordé ici, merci de compléter l'article en donnant les références utiles à sa vérifiabilité et en les liant à la section « Notes et références ».
Pour les articles homonymes, voir Échec, Bide, Fiasco, Flop et Four (homonymie).
D'un point de vue commercial, un échec cinématographique,,, couramment appelé bide, raté, fiasco, flop ou  four, se dit d'un film dont le succès ne couvre pas suffisamment les dépenses engagées pour sa production, sa distribution et sa promotion. Ce terme est souvent cité pour une marge de déficit assez élevée, on l'emploie rarement si les pertes sont limitées. Parmi les causes concourant à l'échec financier d'un film, les plus fréquentes se rencontrent parmi les suivantes, seules ou combinées.

## Causes

### Accueil de la critique et du public
Un accueil défavorable de la presse, éventuellement conforté par un bouche-à-oreille négatif au sein du public, peut limiter la fréquentation, même si ce n'est pas systématique. Aux États-Unis, l'organisme CinemaScore sonde les sorties de salles pour mieux anticiper la tendance.

### Un manque de cohérence
Quand il y a plusieurs suites de films (une trilogie), l'idée de départ du film doit se retrouver un minimum dans les autres.

### Un scénario trop complexe
Les spectateurs peuvent avoir du mal à s'identifier aux personnages (aux acteurs) s'ils sont très nombreux par exemple et mal interpréter le film dans son ensemble (par exemple, en raison d'une surcharge de détails inutiles). Le public décroche alors rapidement. 

### Un décalage entre un résumé et le film
Le résumé d'un film peut présenter de manière très intéressante ce film qui sera finalement jugé en vrai décevant par le public.

### Budget excessif
- Des films comme Hugo Cabret ou John Carter, plutôt bien reçus par la presse, ne sont pas parvenus à la rentabilité voulue du fait d'un budget trop élevé pour une fréquentation pourtant honorable[réf. nécessaire]. Aujourd'hui, le budget d'un blockbuster hollywoodien dépasse couramment la centaine de millions de dollars (les dépenses marketing étant rarement incluses dans ce montant). Les recettes au box-office doivent être au minimum le double du budget pour rentabiliser le film[réf. nécessaire].

- Le budget alloué à un film peut augmenter pendant le tournage pour des raisons logistiques ou artistiques, ce qui empêche d'atteindre également la rentabilité le cas échéant. De ce fait les studios peuvent même anticiper le fiasco à venir sur le box office de leur projet, comme ce fut le cas sur le film Solo: A Star Wars Story en 2018 dont le surcoût budgétaire a empêché d'atteindre la rentabilité.

### Bande-annonce
Comme le résumé, la bande d'annonce reflète l'image du film et se doit d'être attrayante pour que le public soit au rendez-vous. Le choix des séquences est très important.

### Compétition
Un facteur de contre-performance d'un film peut être la présence d'autres gros succès à l'affiche durant la même période. La revue Positif se plaint de cela et démontre qu'avec une dizaine de films sur une sortie hebdomadaire, sans oublier qu'ils ne restent à l'affiche que quelques semaines, il est impossible d'atteindre la rentabilité.

### Mauvaise promotion
Un bide peut être dû à une promotion rendue mauvaise par une ou plusieurs personnes ayant travaillé à la réalisation d'un film. Hollywood impose donc une loi du silence à toutes les équipes travaillant sur la réalisation. Cette loi interdit toute critique négative qui pourrait nuire à sa promotion et par conséquent à sa réception par le public. Par exemple, en 2015, le réalisateur Josh Trank brise cette loi du silence lors de la promotion du film Les Quatre Fantastiques qu'il a lui-même réalisé, donnant ainsi une image négative du film.[réf. nécessaire]

### Adaptation d'œuvres originales
Les adaptations cinéma peuvent parfois se révéler des échecs sans précédent. L'une des raisons pouvant être l'existence de trop grandes différences entre l'œuvre originale et son adaptation sur le grand écran, ce qui peut nettement refroidir le public lors de la promotion. Les jeux vidéo, les romans, les dessins animés japonais et les comics sont en général les principaux types d'œuvres à être adaptés sur grand écran et ne sont pas toujours fidèles ou représentatives de l'œuvre d'origine.

### Boycott de la presse
La presse spécialisée peut se montrer très dure avec certains projets cinématographiques qu'elle juge mauvais, allant même jusqu'à s'acharner pour que le film soit mal reçu dans son ensemble par les consommateurs[réf. nécessaire]. Certains consommateurs n'hésitant pas eux aussi à boycotter le produit.

### Raison externe
Bien que rare, une raison extérieure au film peut lui causer du tort. Par exemple un événement d'actualité d'importance (attentat majeur, guerre, tempête, etc.) peut détourner le public des salles de cinéma, exemple du Covid-19 en 2020.

## Cas de succès ultérieur après un bide initial
- Un film échouant en salles peut connaître une exploitation commerciale bénéficiaire, une fois diffusé sous forme de DVD. Les sociétés de production n'hésitent pas également a sacrifier l'exploitation en salle au profit des plateformes de streaming qui s’avèrent être un tremplin pour rattraper le manque a gagné d'un film qui a échoué en salle.
- Les produits dérivés peuvent combler le manque à gagner sur le box office d'un film qui a raté.
- Paradoxalement, un raté au box office peut devenir culte plusieurs années plus tard et devenir une référence selon le thème et l'univers qu'il traite.